# Revue d'histoire nordique
La Revue d'Histoire Nordique / Nordic Historical Review (RHN) est une revue d'histoire bilingue français-anglais fondée en 2005 à l'initiative du GERS (Groupe d'Études et de Recherche sur la Scandinavie) et du Pôle Européen Jean Monnet de l'université Toulouse - Jean Jaurès. Elle est éditée par les Presses universitaires du Midi dans la collection « Méridiennes » et est soutenue aujourd'hui par deux laboratoires de recherche, le FRAMESPA (Toulouse) et le LinCs (Strasbourg). Elle est actuellement dirigée par Jean-Marc Olivier (Toulouse) et Louis Clerc (Turku). Depuis 2024, la RHN a été admise sur le site Cairn.info et elle est passée au format numérique en ligne et en libre accès à cette occasion.
Couvrant principalement les sociétés scandinaves, finnoises et baltes sur le temps long, elle aborde des thématiques variées allant des sociétés préchrétiennes au « modèle scandinave », en passant par l'histoire des mouvements sociaux, du genre, de l'environnement et des relations internationales. Elle a en effet pour but de faire découvrir l'histoire peu et mal connue de la Scandinavie, de la Finlande et des pays baltes (Danemark, Estonie, Finlande, Islande, Lettonie, Lituanie, Norvège et Suède) des origines à nos jours et de favoriser la coopération intellectuelle entre les universités françaises et nordiques. De nombreux universitaires scandinaves et baltes ont déjà contribué à la Revue d'histoire nordique, notamment d'Oslo, Malmö, Göteborg, Stockholm, Uppsala, Riga, Vilnius, Klaipeda, Helsinki, Tampere, Turku, Reykjavik, Aarhus et Odense.

## Publications
Elle a à ce jour publié trente volumes consacrés aux thèmes suivants :
- Industrialisations et sociétés en Europe du Nord, no 1, décembre 2005
- L’Europe du Nord et la Révolution Française, no 2, octobre 2006
- Mouvements nationaux et indépendances de la mer du Nord à la mer Baltique, no 3, avril 2007
- Pouvoirs, liens sociaux et idéologies dans la Scandinavie médiévale, XIIe – XVe siècles, no 4, 1er semestre 2007
- Bernadotte et son temps 1 : les jeunes années, no 5, 2e semestre 2007
- Bernadotte et son temps 2 : Un roi de Suède-Norvège français, n°6/7, 1er/2e semestre 2008
- De l'idée de l'Europe à la construction de l'Europe dans les pays nordiques et baltes (XIXe – XXe siècle), no 8, 1er semestre 2009
- Le passé et le futur de l’État providence nordique, no 9, 2e semestre 2009
- L'avènement de la démocratie dans les pays scandinaves (1750-1850), no 10, 1er semestre 2010
- Hommage à Bertrand de Lafargue, no 11, 2e semestre 2010
- Modes de consommation et style de vie dans les pays nordiques, no 12, 1er semestre 2011
- Sport, sociétés et relations internationales dans le nord de l'Europe, no 13, 2e semestre 2011
- Neutralité et culture de paix en Scandinavie, fin du XVIIe et XVIIIe siècles, no 14, 1er semestre 2012
- Les débuts de la Première Guerre mondiale dans l'espace baltique et en Scandinavie, no 15, 2e semestre 2012
- Les villes scandinaves au Moyen Âge, no 16, 1er semestre 2013 [15]
- La Deuxième Guerre mondiale dans les pays du Nord, no 17, 2e semestre 2013
- Le Temps de la Grandeur (Stormaktstiden) : l'empire suédois au XVIIe et au début du XVIIIe siècle, no 18, 1er semestre 2014.
- Langage et frontière dans les rapports russo-scandinaves, no 19, 2e semestre 2014.
- L’historiographie islandaise : thématiques, méthodologies, professionnalisation, no 20, 1er semestre 2015.
- Peuples et pouvoirs en Europe du Nord (1), no 21, 2e semestre 2015.
- Peuples et pouvoirs en Europe du Nord (2), no 22, 1er semestre 2016.
- Confrontation, échanges et connaissance de l’autre au nord et à l’est de l’Europe de la fin du VIIe siècle au milieu du XIe siècle, no 23, 2e semestre 2016.
- La République des Lettres et Christine de Suède, no 24, 1er semestre 2017.
- Les Pays du Nord et l’aéronautique, no 25, 2e semestre 2017.
- Les Sociétés nordiques et baltes à l’aube de la christianisation, no 26, 1er semestre 2018.
- Nouvelles recherches d'histoire économique et sociale du Nord aux époques moderne et contemporaine, no 27, 2e semestre 2018.
- Éducation, pédagogie et formation. Circulation des savoirs autour de la Baltique du Moyen Âge au début du XXe siècle, no 28, 1er semestre 2019.
- Se nourrir et se vêtir dans les pays du Nord au Moyen Âge, no 29, 2e semestre 2019.
- Tables détaillées de tous les numéros, et varias, n° 30, 2024.

Cette revue est présentée et vendue en ligne sur le site Internet du laboratoire Framespa et aux PUM (cf. ci-dessous), et désormais accessible sur CAIRN.